# Вепсское имя
Вепсское имя (вепс. Vepsän nimi) — национальная модель антропонимии у вепсов — народа прибалтийско-финской группы уральской языковой семьи. В настоящее время вепсы используют в основном русские христианские имена, переиначивая их произношение согласно правилам своего языка, однако при этом в официальных документах используются русские «прообразы». Ранее использовались и «уличные» варианты вепсских фамилий, в то время как в качестве официальных фамилий, как правило, брались созвучные им русские фамилии.

## Национальные формы христианских имён

### Мужские имена
- Абрам – Obram, Abram
- Аксён – Aksin
- Александр – Šan'ka, Ol'šoi
- Алексей – Ol'koi, Ol'ku, Oleksii
- Амос – Omoz
- Андрей – Ondrii, On'ka
- Анисим (Онисим) – Оn'ka
- Aнтон – Ontei, Ontoi
- Арсений – Arsä
- Артемий – Artä
- Афанасий – Ofon', Ofoi
- Валентин – Val'oi
- Василий – Vas'ka
- Виктор – Vihtor
- Владимир – Ladü
- Гаврила – Gauroi
- Георгий – Jurgii
- Гордей – Gordoi
- Григорий – Grigoi, Grinü
- Давыд – Davšoi
- Даниил, Данила – Danš, Danž, Danšoi, Danil
- Дмитрий – Dimš, Mitri, Mitrei
- Дорофей – Doroi
- Евдоким – Ekim
- Егор – Johor, Joša
- Еремей – Jera, Jeroi, Jerem
- Ефим – Ehoi
- Иван, Иоанн – Juša, Ivoi, Ivšu, Ivač, Jukoi
- Илья – Illä, Illöi
- Иов – Ioi
- Иосиф, Осип – Osip
- Иуда – Jutka
- Кирик – Kirik
- Кирилл – Kürša, Kiru
- Кондрат – Кandroi
- Константин - Kostela
- Корней, Корнилий – Kornoi
- Лавр – Laur'
- Ларион – Larja
- Леонтий – Levoi
- Макар – Makoi
- Марк – Markoi, Mar'ki, Marko
- Мартемьян – Martja
- Мартьян – Mar'tän
- Матвей – Matfii, Mat'vei
- Михаил – Mihal, Mikoi, Mišuk; (в Вологодской области) Mikšei, Mišku, Min'ka
- Мокей – Mokoi
- Никита – Mikit
- Николай – Mikul, Mikulai, Mikoi
- Павел – Pauloi
- Патрикей – Patroi
- Пётр – Pedroi, Pedrii, Peša
- Потап – Potoi
- Савва – Savoi
- Севастьян – Savas'jan
- Семён – Semoi, Semuk
- Сила, Силантий – Siloi
- Соломон – Salamon
- Степан, Стефан – St'opan
- Тарас – Taruk
- Терентий – Teroi
- Тимофей – Timoi
- Тихон – Tišoi
- Федосий, Федосей – Feša
- Фёдор – Fedor, Fetä, Fed'ka
- Филипп – Hilip
- Фирс – First
- Фома – Homoi, Homa, Hama
- Фотей, Фотий – Hotoi
- Хрисанф, Хрисанфий, Хрисан, Кирсан – Hrisoi
- Яков – Jakoi, Jaša, Jašoi

### Женские имена
- Авдотья и Евдокия – Oudot', Uudoi
- Агафья – Ogoi
- Агриппина – Ogroi
- Аксинья, Ксения – Oksä
- Акулина – Okulin, Окša, Kušа, Kena
- Александра – Al'oi
- Анастасия – Nastoi
- Анна – Annoi, Aša, Ašoi; Anšu (средние вепсы), Аšku, (в Вологодской области) Nüša
- Афимия – Ohkoi
- Валентина – Val'oi
- Варвара – Varoi, Varvoi
- Галина – Gaša
- Глафира – Glaša
- Дарья – Dašu
- Домна – Domna
- Елена – Ol'on, Ol'oi (средние вепсы), Šol'oi, Šol'koi, (в Вологодской области) Šol'ka
- Ефросинья – Feša
- Евфимия – Ofim
- Ирина, Иринья – Iroi
- Ксения – Kena, Süsä
- Лукерья, Лукинья – Lukoi, Luša
- Маврикея – Moira
- Марина – Marin
- Мария – Mar'ja, Mašoi
- Марфа – Marfa, Marfoi
- Матрёна – Mat'rön
- Мелания – Maloi
- Наталья – Natoi, Natku, Tal'a
- Пелагия, Пелагея – Palag
- Полина – Polä
- Прасковья – Paroi, Pašoi
- София – Soh'ja
- Ульяна – Gul'oi, Jul'oi
- Устинья – Ust'jä
- Фелисата – Filiska
- Феодора – Fešu
- Фёкла – Fekla